# Tipula cayuga
Tipula cayuga är en tvåvingeart som beskrevs av Alexander 1915. Tipula cayuga ingår i släktet Tipula och familjen storharkrankar. Inga underarter finns listade i Catalogue of Life.